# Tricornensis
Els tricornensis (tricornensii) foren un poble d'ètnia incerta, que vivien a l'alta Mèsia, prop de la frontera amb Il·líria. La capital fou Tricornium (grec Trikornion), probablement l'actual localitat sèrbia de Ritopek.